# Аеродром Фридрихсхафен
Аеродром Фридрихсхафен је међународни аеродром немачког града Фридрихсхафена, у савезној покрајини Баден-Виртемберг. Аеродром је смештен 2 km северно од Фридрихсхафена, близу Боденског језера.
Аеродром у Фридрихсхафену је мали аеродром по обиму путника за услове Немачке - 2018. године кроз њега је прошло нешто више од пола милиона путника.